# Edmund Saporski
Edmund Saporski (ur. 19 stycznia 1844 w Starych Siołkowicach jako Sebastian Woś, zm. 6 grudnia 1933 w Kurytybie) – polski geometra, brazylijski polityk, pionier osadnictwa polskiego w Brazylii.

## Życiorys

### Młodość
Urodził się w 19 stycznia 1844 w Starych Siołkowicach koło Opola pod imieniem Sebastian Woś w rodzinie chłopa Szymona Wosia i Jadwigi z Kampów. Uczęszczał do szkoły w Siołkowicach, a następnie do gimnazjum w Opolu. Porzucił naukę i objął stanowisko urzędnika pocztowego w Opolu.

### Wyjazd do Brazylii
W latach 60. XIX wieku wyjechał do Ameryki Południowej, prawdopodobnie uciekając przed służbą w armii niemieckiej. W 1867 próbował osiedlić się w Urugwaju, ale rok później osiadł w Brazylii, początkowo w Blumenau, a od 1870 w Kurytybie. Pracował jako nauczyciel. Następnie ukończył kurs mierniczy i w 1874 uzyskał uprawnienia geometry. Był członkiem zespołu projektującego linie kolejowe, prowadził pomiary ziemi pod osadnictwo na terenie stanu Parana, pomiary terenów spornych między stanami Parana i São Paulo oraz Parana i Santa Catarina. !887 został inżynierem prefektury kurytybskiej, w 1891 komisarzem rządowym dla municypiów Palmeira i São João do Triunfo, a w 1894 kierownikiem działu technicznego w Sekretariacie Robót Publicznych Stanu Parana. Zajmował się także organizacją osadnictwa kolejnych grup polskich imigrantów w Paranie.
W 1885 otrzymał obywatelstwo brazylijskie.

### Działalność polonijna
Uważany za „ojca” osadnictwa polskiego w Paranie. Swoją działalnością doprowadził do zwiększenia emigracji ze Śląska Opolskiego. Razem z księdzem Antonim Zielińskim z Blumenau opracował plan przesiedlenia polskich imigrantów ze stanu Santa Catarina do bardziej przyjaznych terenów w stanie Parana. Dzięki zgodzie cesarza Brazylii Piotra II udało się rozpocząć przygotowania do przesiedlenia, które w 1871 zakończyło się przeprowadzką 16 polskich rodzin z Brusque w Santa Catarinie na wytyczone m.in. przez Saporskiego działki w Pilarzihno w okolicach Kurytyby.
Był aktywnym uczestnikiem życia kulturalnego polskiej diaspory, pełnił funkcję redaktora „Gazety Polskiej w Brazylii”, prezesa Towarzystwa Tadeusza Kościuszki. Dwukrotnie bez powodzenia kandydował do władz stanowych. Po trzecich wyborach, od 1912 jako pierwszy Polak pełnił funkcję posła do parlamentu stanowego (w kadencji 1912–1913), zasiadał w komisji robót publicznych, a następnie w komisji policji wojskowej. W 1915 objął czasowo funkcję ministra rolnictwa (comisario de terras) przy rządzie parańskim. Był korespondentem wydawanego we Lwowie „Przeglądu Emigracyjnego”.
Jeszcze za życia został patronem dwóch organizacji: Towarzystwa Szkolnego im. E. Saporskiego w Cândido de Abreu oraz w Vera Guarany. W 1953 dzięki staraniom Polonii w Kurytybie odsłonięto pomnik Saporskiego.

### Życie prywatne
W 1870 wziął ślub z Brazylijką. Ojciec czwórki dzieci: Piotra, Antoniego Edmunda oraz dwóch córek. Zmarł w Kurytybie i tam został pochowany.

## Odznaczenia
- Krzyż Kawalerski Orderu Odrodzenia Polski (1924)[1]